# 福氏鱗頭鮋
福氏鱗頭鮋（学名：Sebastapistes fowleri）是輻鰭魚綱鮋形目鮋亞目鮋科的其中一種，為熱帶海水魚，分布於印度太平洋模里西斯至皮特凱恩群島海域，棲息深度2-61公尺，體長可達4.7公分。棲息在沙石混和底層水域，生活習性不明，具有毒性。

## 扩展阅读
維基物種上的相關：福氏鱗頭鮋